# Lemmon Valley-Golden Valley
Lemmon Valley-Golden Valley è un census-designated place (CDP) degli Stati Uniti, situato nella Contea di Washoe nello stato del Nevada. Nel censimento del 2000 la popolazione era di 6.855 abitanti. Appartiene all'area metropolitana di Reno-Sparks.

## Geografia fisica
Secondo i rilevamenti dell'United States Census Bureau, la località di Lemmon Valley-Golden Valley si estende su una superficie di 84,1 km², tutti occupati da terre.

## Popolazione
Secondo il censimento del 2000, a Lemmon Valley-Golden Valley vivevano 6.855 persone, ed erano presenti 1.886 gruppi familiari. La densità di popolazione era di 81,6 ab./km². Nel territorio comunale si trovavano 2.507 unità edificate. Per quanto riguarda la composizione etnica degli abitanti, il 90,42% era bianco, lo 0,95% era afroamericano, il 2,38% era nativo, l'1,18% era Asiatico e lo 0,18% proveniva dall'Oceano Pacifico. Il 2,38% della popolazione apparteneva ad altre razze e il 3,12% a più di una. La popolazione di ogni razza ispanica corrispondeva al 5,92% degli abitanti.
Per quanto riguarda la suddivisione della popolazione in fasce d'età, il 26,2% era al di sotto dei 18, il 7,1% fra i 18 e i 24, il 29,5% fra i 25 e i 44, il 29,4% fra i 45 e i 64, mentre infine il 7,8% era al di sopra dei 65 anni di età. L'età media della popolazione era di 39 anni. Per ogni 100 donne residenti vivevano 105,9 maschi.